# Músculo semimembranáceo
O músculo semimembranáceo ou semimembranoso é um músculo da coxa.
localiza-se na região medial póstero-inferior da coxa próximo a articulação do Joelho, e posterior ao Músculo Grácil.